# Les Bennett
Leslie Donald Bennett, più conosciuto con il diminutivo Les Bennett (Wood Green, 10 gennaio 1918 – Hackney, 29 aprile 1999) è stato un calciatore inglese, di ruolo attaccante.

## Carriera
Nel 1939 viene tesserato dal Tottenham, che lo aggrega alle sue squadre giovanili; di fatto, non gioca con gli Spurs che per pochi mesi: trascorre infatti la quasi totalità della Seconda guerra mondiale nell'esercito, pur restando in teoria tesserato dai londinesi.
Nella stagione 1946-1947, alla regolare ripresa dei campionati dopo l'interruzione del periodo bellico, esordisce con il Tottenham nella seconda divisione inglese, disputando così di fatto la sua prima vera partita da professionista solamente all'età di 28 anni. Fino al termine della stagione 1949-1950 gioca stabilmente da titolare con gli Spurs in seconda divisione: dopo la vittoria della Second Division 1949-1950, l'anno seguente esordisce in prima divisione, all'età di 32 anni. Il club, pur neopromosso, vince il campionato 1950-1951 ed il successivo Charity Shield (in cui realizza anche la seconda rete della sua squadra, che vince il trofeo sconfiggendo per 2-1 il Newcastle Utd), conquistando poi un secondo posto in classifica nella First Division 1951-1952, torneo in cui con 19 reti segnate è tra l'altro anche il miglior marcatore stagionale della sua squadra. Bennett resta in squadra fino al dicembre del 1954 quando, all'età di 36 anni e dopo 104 reti in 272 presenze in partite di campionato, viene ceduto al West Ham Utd, con cui gioca per una stagione e mezzo in seconda divisione, totalizzandovi complessivamente 26 presenze e 3 reti. Al termine della stagione 1954-1955 lascia gli Hammers e di fatto smette anche di giocare a livello professionistico: il ritiro definitivo arriva solamente nel 1960, all'età di 42 anni, dopo alcune sporadiche apparizioni in club semiprofessionistici dell'area metropolitana di Londra.

## Palmarès

### Club

#### Competizioni nazionali
- Campionato inglese: 1

Tottenham: 1950-1951
- FA Charity Shield: 1

Tottenham: 1951
- Campionato inglese di seconda divisione: 1

Tottenham: 1949-1950